# Estádio Mansiche
O Estádio Mansiche é um estádio multi-uso localizado na cidade de Trujillo, no Peru.
Inaugurado em 12 de Outubro de 1946, tinha capacidade para 14.000 torcedores. O primeiro jogo foi um amistoso local entre Club Social Deportivo Trujillo vs. Sport Tigre de Trujillo.
Em 1984, teve sua capacidade ampliada, visando ser utilizado pelo Club Sporting Cristal na Taça Libertadores da América. Em 1993 o sistema de iluminação foi instalado, permitindo as partidas noturnas.
Para a Copa América 2004 o estádio foi completamente reformado, e sua capacidade subiu para 25.000 torcedores. Em 2005, um gramado artificial foi instalado e recebeu jogos do Campeonato Mundial de Futebol Sub-17.

## Ligações Externas
- Worldstadiums.com

- Google Maps - Foto por Satélite